# Бемфельд
Бемфельд (нім. Böhmfeld) — громада в Німеччині, розташована в землі Баварія. Підпорядковується адміністративному округу Верхня Баварія. Входить до складу району Айхштет. Складова частина об'єднання громад Айтенсгайм.
Площа — 16,28 км2. Населення становить 1704 ос. (станом на 31 грудня 2020).

## Галерея

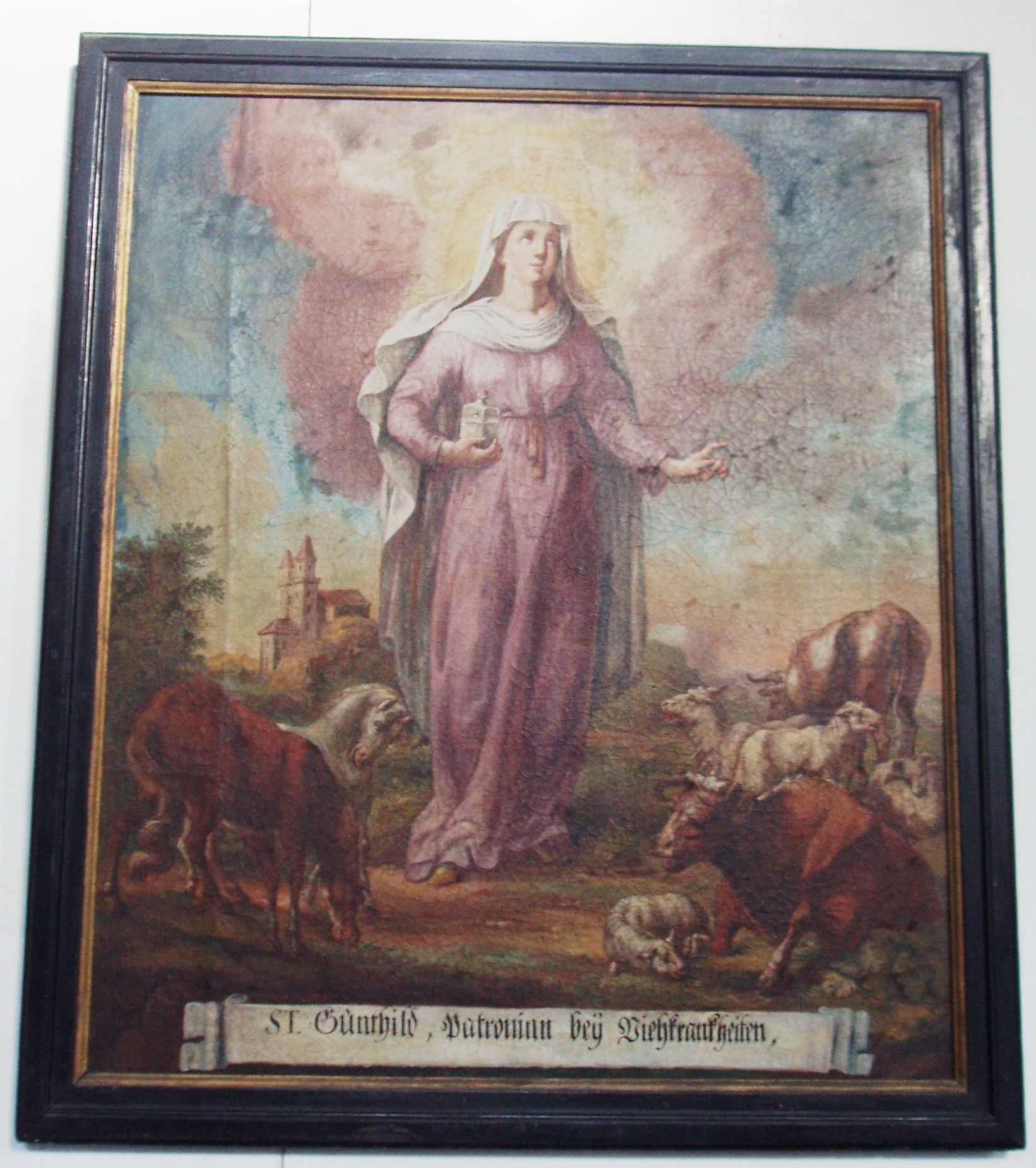